# Ordine di Türkmenbaşy
L'Ordine di Türkmenbaşyè un'onorificenza turkmena.

## Assegnazione
L'ordine viene assegnato per premiare il coraggio speciale, la dedizione e il coraggio dimostrati nella difesa della Patria e meriti significativi nel rafforzamento della capacità di difesa del Paese.
L'ordine viene assegnato al personale militare, ai dipendenti degli organi del Ministero degli affari interni, ai membri del Comitato per la sicurezza nazionale e ad altri cittadini del Turkmenistan, alle unità militari, alle navi, alle formazioni e alle associazioni.
L'ordine può essere conferito anche a persone che non sono cittadini del Turkmenistan.
L'ordine viene assegnato per premiare:
- imprese particolarmente significative compiute nella difesa della Patria e nell'esercizio del servizio militare o ufficiale;
- meriti significativi nel rafforzamento della capacità di difesa del Paese;
- la guida esemplare di unità militari;
- lo speciale coraggio e valore dimostrati nell'assicurare la sicurezza dello Stato, l'inviolabilità del confine di Stato del Turkmenistan, la protezione della legge e dell'ordine in condizioni che comportano un rischio per la vita;
- il coraggio speciale, il valore e l'esecuzione esemplare di un compito speciale e altre imprese compiute in tempo di pace;
- meriti particolarmente significativi nel mantenere un'elevata prontezza al combattimento delle truppe;
- meriti nello sviluppo della scienza e della tecnologia militare e nella formazione del personale delle Forze armate del Turkmenistan.[1]

Agli insigniti vengono conferiti l'insegna e un attestato.
I cittadini del Turkmenistan insigniti dell'ordine ricevono a spese del bilancio statale un bonus pari a un importo di cinque volte il salario minimo e un supplemento mensile per salari, stipendi, pensioni e borse di studio per un importo del 30% del salario minimo.
Gli insigniti godono anche di altri benefici nei modi e nei casi stabiliti dagli atti legislativi del Turkmenistan.
L'insegna viene indossata sul lato sinistro del petto e, in presenza di altri riconoscimenti statali, si trova dopo l'Ordine dell'Indipendenza.

## Insegne
L'insegna ha la forma di un ottaedro. Al centro di esso è presente un cerchio del diametro di 26 mm recante un'immagine del primo Presidente del Turkmenistan e Comandante Supremo delle Forze Armate del Turkmenistan Saparmyrat Nyýazow in uniforme militare realizzata in platino e rivolta a sinistra. L'immagine è alta 24 mm e larga 18 mm.
Il cerchio con l'immagine di Nyýazow è delimitato da un sottile ornamento di platino e da una cornice d'oro.
Sul lato esterno dell'insegna, ad ogni angolo dell'ottaedro, è presente l'immagine di uno scudo d'oro, su cui vi sono una mezzaluna e cinque stelle di platino. Tra gli scudi sono presenti immagini di sciabole e asce incrociate realizzate in platino e ricoperte d'oro.
L'insegna è costituita da una lega di rame e nichel dorata e ha un diametro pari a 49,3 mm.
Sul rovescio vi è un dado speciale per attaccare l'ordine ai vestiti e sono apposte le parole "Turkmenistan" e "Türkmenbaşy".
Il nastro è verde con bordi gialli. Al centro è presente una stella a otto punte e ai lati una parentesi angolata.